# Socuéllamos (kommunhuvudort)
Socuéllamos är en kommunhuvudort i Spanien.   Den ligger i provinsen Provincia de Ciudad Real och regionen Kastilien-La Mancha, i den centrala delen av landet, 150 km sydost om huvudstaden Madrid. Socuéllamos ligger 682 meter över havet och antalet invånare är 13 163.
Terrängen runt Socuéllamos är platt. Runt Socuéllamos är det ganska glesbefolkat, med 26 invånare per kvadratkilometer. Närmaste större samhälle är Villarrobledo, 16,5 km öster om Socuéllamos. Trakten runt Socuéllamos består till största delen av jordbruksmark.